# Olympische Sommerspiele 1964/Teilnehmer (Hongkong)
| Gelbes Symbol für Goldmedaillen mit stilisierten Olympischen Ringen | Graues Symbol für Silbermedaillen mit stilisierten Olympischen Ringen | Braundes Symbol für Bronzemedaillen mit stilisierten Olympischen Ringen |
| ------------------------------------------------------------------- | --------------------------------------------------------------------- | ----------------------------------------------------------------------- |
| —                                                                   | —                                                                     | —                                                                       |

Hongkong nahm an den Olympischen Sommerspielen 1964 in Tokio mit einer Delegation von 39 Athleten (38 Männer und eine Frau) an 24 Wettkämpfen in sieben Sportarten teil. Ein Medaillengewinn gelang keinem der Athleten.

## Teilnehmer nach Sportarten

### Boxen
- Lee Kam Wah
Fliegengewicht: in der 1. Runde ausgeschieden

- Law Hon Pak
Bantamgewicht: im Achtelfinale ausgeschieden

### Hockey
- 15. Platz
Slawee Kadir
Harnam Singh Grewal
Farid Khan
Eric McCosh
Bosco da Silva
Rui da Silva
Kuldip Singh Gosal
Omar Dallah
Daniel Castro
Packey Gardner
Lionel Guterres
Johnny Monteiro
Kader Rahman
Jock Collaquo
Sarinder Singh Dillon
Zia Hussain
Zeca Cunha

### Leichtathletik
Männer
- William Hill
200 m: im Vorlauf ausgeschieden
400 m: im Vorlauf ausgeschieden

- Mike Field
800 m: im Vorlauf ausgeschieden
1500 m: im Vorlauf ausgeschieden

- So Kam Tong
50 km Gehen: 31. Platz

- Chu Ming
Weitsprung: 31. Platz
Dreisprung: 32. Platz

### Radsport
- Chow Kwong Choi
Straßenrennen: 92. Platz
Straße Mannschaftszeitfahren: 30. Platz
Bahn 4000 m Einerverfolgung: im Vorlauf ausgeschieden

- Chow Kwong Man
Straßenrennen: 36. Platz
Straße Mannschaftszeitfahren: 30. Platz

- Mok Sau Hei
Straßenrennen: Rennen nicht beendet
Straße Mannschaftszeitfahren: 30. Platz

- Michael Watson
Straße Mannschaftszeitfahren: 30. Platz

### Schießen
- William Gillies
Freie Pistole 50 m: 31. Platz

- Hoo Kam Chiu
Freie Pistole 50 m: 43. Platz

- Peter Rull senior
Kleinkalibergewehr Dreistellungskampf 50 m: 49. Platz
Kleinkalibergewehr liegend 50 m: 70. Platz

- Reginald Dos Remedios
Freies Gewehr Dreistellungskampf 50 m: 27. Platz
Kleinkalibergewehr Dreistellungskampf 50 m: 51. Platz

- Henry Souza
Kleinkalibergewehr liegend 50 m: 39. Platz

### Schwimmen
Männer
- Bob Loh
100 m Freistil: im Vorlauf ausgeschieden
400 m Freistil: im Vorlauf ausgeschieden
1500 m Freistil: im Vorlauf ausgeschieden

- Chan Kam Hong
200 m Rücken: im Vorlauf ausgeschieden

Frauen
- Li Hin Yu
200 m Brust: im Vorlauf ausgeschieden

### Segeln
- Alan Stevens
Finn-Dinghy: 28. Platz

- John Park
Drachen: 19. Platz

- Paul Cooper
Drachen: 19. Platz

- William Turnbull
Drachen: 19. Platz